# Affori
Affori (AFI: [ˈaffori]; Affer o Affor in dialetto milanese, AFI: [ˈafer] o [ˈafur]) è un quartiere  di Milano posto nella periferia settentrionale della città, appartenente al Municipio 9 e al NIL n. 80
"Affori". 

## Origini del nome

Stemma comunale

Una corrente etimologica ipotizza che il nome Affori derivi da Ad forum, che potrebbe testimoniare l'esistenza di un antico mercato. Secondo altri, deriverebbe dalla presenza e abbondanza d'acqua (Ad fontem, alla fonte) data dalle risorgive, ipotesi avvalorata dall'antica dicitura Affoni. Un'altra lo fa risalire all'espressione latina medievale "Sancta Iustina a foris" ("Santa Giustina di fuori") riferito alla chiesa, intendendo "fuori Milano" per distinguerla da un'altra Santa Giustina, altare dell'antica chiesa di Sant'Agata a Milano presso Porta Romana. "Foris" quindi come "al di fuori", non solo dalla città vecchia delimitata dalle mura romane ma anche dalla "Cerchia dei Corpi Santi" (i paesi immediatamente attorno a Milano), un'etimologia simile a quella di termini come "chiese foranee" e "vicario foraneo". Contratta in "ad forem" da cui il successivo "Affori", la parola sarebbe poi passata ad indicare il borgo attorno a tale chiesa.
Da rilevare che il toponimo Affori è attestato anche come nome di una cascina di Boffalora sopra Ticino e parrebbe connesso con un cognome identico, diffuso nella zona.

## Storia

### Origini
Affori è  citato già negli “Statuti delle acque e delle strade del contado di Milano fatti nel 1346” (in cui appare compreso nella pieve di Bruzzano). Dell'antico abitato rimangono tracce medievali e rinascimentali come la torre di guardia in via Osculati (secolo XIV), che faceva parte del complesso dell'antica chiesa di Santa Giustina. Nucleo principale del borgo, parte del quale tuttora esistente come centro storico, si costituiva presso la strada attualmente composta da via Taccioli e da via Cialdini. All'epoca tale strada era secondaria rispetto ad altre due vie più importanti (realizzate in epoca romana) che collegano Milano con Como: le attuali via Bovisasca, deputata al traffico militare, e via Giuditta Pasta in corrispondenza di Bruzzano, destinata al traffico civile. Il ruolo secondario della strada condizionò lo sviluppo e l'importanza del borgo di Affori, che rimase a lungo in ombra, dipendente dai centri abitativi limitrofi. Questo aspetto si riflette anche nella vita ecclesiastica di Affori che, in modo insolito, era diviso tra due plebane: una alle dipendenze della pieve di Bruzzano, l'altra a quelle di Bollate. Alla fine del secolo XIII, secondo quanto scrive Goffredo Da Bussero nel "Liber notitiae Sanctorum Mediolani" del 1285, il territorio di Affori contava otto chiese, di cui cinque dipendevano dalla pieve di Bruzzano e tre da quella di Bollate.
L'economia dell'area era prevalentemente agricola, con numerose cascine che sfruttavano tutto l'anno l'acqua delle risorgive per l'irrigazione, consentendo una coltura a marcite. Diffusa era anche la coltivazione del gelso, incoraggiata nel contado milanese dagli Sforza e soprattutto da Lodovico il Moro, e il conseguente allevamento di bachi da seta.
Storia, topografia, aspetti della vita quotidiana sono noti grazie a resoconti redatti dai parroci di Affori, in particolare Alessandro Astesani (14 luglio 1762, Fagnano Olona - 18 novembre 1831, Affori; sacerdote, scrittore, archeologo) I primi dati sulla popolazione risalgono al 1751: circa 550 abitanti, mentre nel 1771 se ne contavano 857.

### Dal Seicento a inizio Novecento

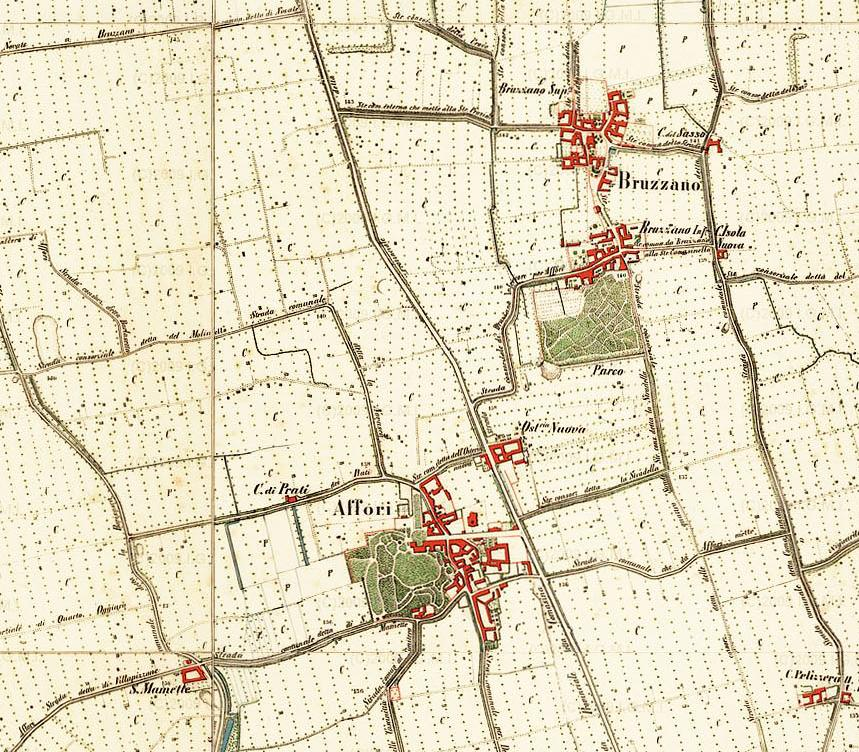
I due nuclei storici di Affori e Bruzzano nella Carta di manovra dell'IGM del 1878.

Nel 1686 Pier Paolo Corbella divenne prima feudatario di Affori e successivamente marchese dello stesso feudo, acquistato dalla famiglia nobile dei Rossi di Parma. Egli comprò un grande terreno su cui sorgevano i ruderi della villa dell'arcivescovo Giovanni Visconti, costruita nel 1350 e un tempo lussuosa, per farne costruire una nuova, all'epoca detta Villa Corbetta e oggi nota come Villa Litta, circondata da un ampio parco (più esteso di quello attuale), destinata a diventare un luogo di ritrovo per la nobiltà milanese. Faceva anche da residenza estiva: un tempo Affori era una località di villeggiatura per chi voleva allontanarsi da Milano. La villa passò poi a D'Adda, quindi ai Litta. Estintisi i Corbella nel 1767, il marchesato passò in eredità al conte Francesco d'Adda, 2º marchese di San Giovanni di Pomesana e 6º conte di Sale, nipote ed erede del marchese Luigi Corbella, e cessò nel 1779, con la di lui morte senza eredi. Il borgo di Affori entrò quindi in maggior contatto con la città, e l'economia iniziò a gravitare attorno alla villa, per produzione non solo agricola ma anche artigianale. Tuttavia la secondarietà e dipendenza di Affori rispetto alle zone limitrofe perdurò finché nei secoli XVIII e XIX, durante la Repubblica Cisalpina, si decise di costruire una strada nuova e moderna attraverso il paese. Così Affori crebbe d'importanza diventando il centro principale della zona, tanto che nel 1805 si sfioravano i mille residenti. Il 9 febbraio 1808 il comune, con altri trentaquattro, venne aggregato a Milano, ma l'unione fu breve: il ritorno della dominazione asburgica, che forse non gradiva una grande Milano come potenziale concorrente di Vienna e soprattutto tutelava le autonomie locali, sancì la separazione nel 1816. Sotto il costoso, ma efficiente governo del Regno Lombardo-Veneto la popolazione esplose: 2 118 abitanti nel 1853, 2243 al passaggio sotto la sovranità italiana. 
Nel 1869, Affori, Bruzzano, Bresso e Dergano formarono il comune di "Affori e uniti" con 6514 residenti, ma nel 1884 Bresso tornò ad essere autonoma. Il 14 agosto 1912 la denominazione del comune ridivenne Affori.

#### Novecento

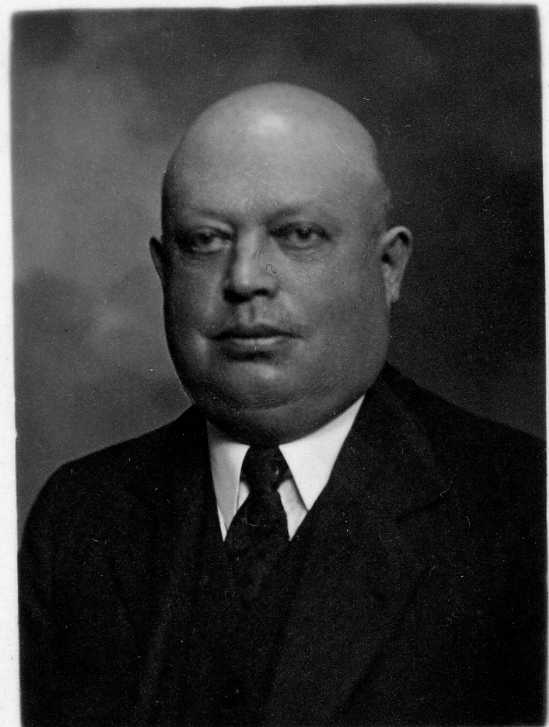
Il Cav. Rag. Carlo Aliprandi, sindaco di Affori dal 1910 al 1913

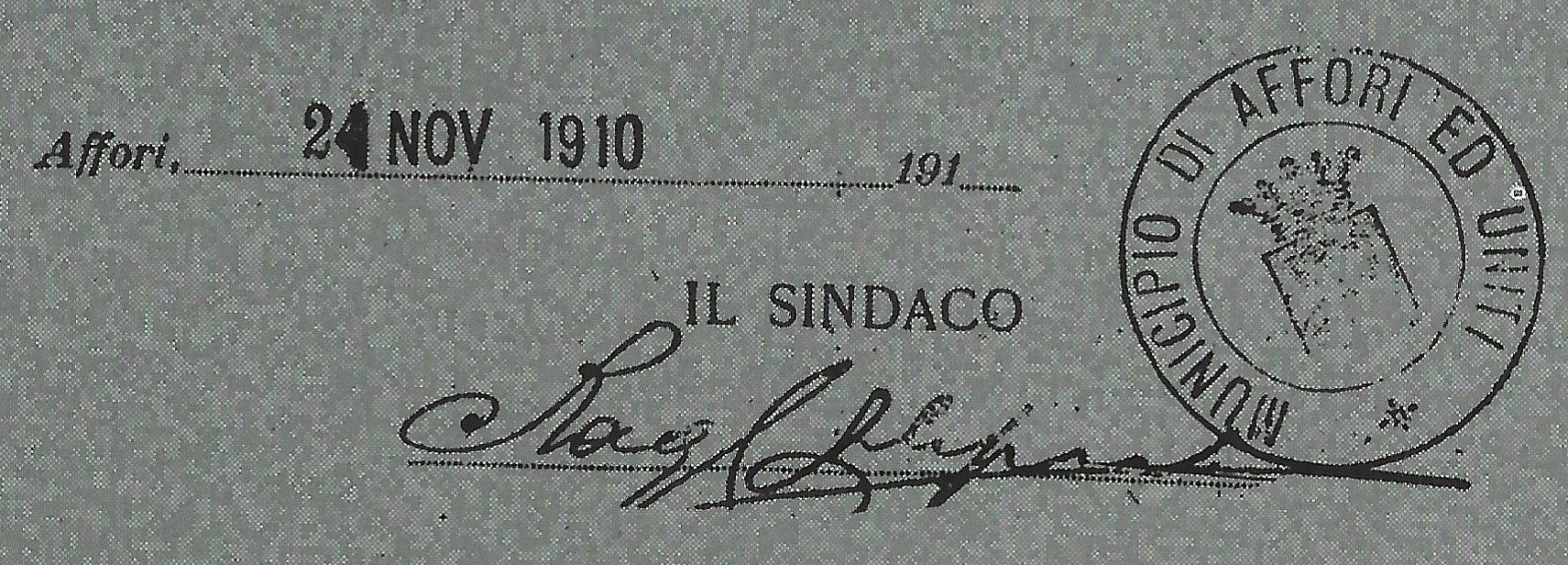
La firma del sindaco Aliprandi

Via George Sand nel quartiere di Affori nel 1930

Nel 1900 diressero il Consiglio (o Deputazione) comunale di Affori le seguenti persone: Osculati Antonio, Cambiaghi Luigi, nob. Litta Modignani Giovanni, Annoni ing. Luigi, Roveda cav. Antonio, Aliprandi rag. Carlo, rag. Ratti e Faggioli rag. Dante.
Dal 1910 al 1913 fu  sindaco di Affori Carlo Aliprandi (Affori ed Uniti 1º ottobre 1881 - Busto Arsizio il 26 giugno 1943), un esponente del mondo cattolico che adottò un programma innovativo con una forte connotazione socialista. Si dimise in seguito alle divergenze tra cattolici e socialisti.
Dal 1913 fu sindaco di Affori il socialista Francesco Ratti che venne eletto con il 56% dei voti.
La progressiva industrializzazione di Milano portò all'esplosione demografica degli abitati vicini. Affori sfondò quota 20 000 abitanti alla fine della Grande guerra e necessitava di più spazio per ospitare gli stabilimenti e i lavoratori, perciò i rapporti fra città e paesi limitrofi si fecero sempre più stretti. La metropoli aveva bisogno non solo di nuovi spazi, ma anche di regolamentazione dei servizi, largamente impiegati anche dalle popolazioni del circondario, ma le cui tasse di mantenimento rimanevano a carico dei soli cittadini milanesi. Questi fattori portarono a stabilire nel 1917, sotto l'amministrazione di Emilio Caldara, l'annessione a Milano dei comuni limitrofi, pur suscitando resistenze e timori, come la preoccupazione che gli abitanti dei paesi, in gran parte contadini, dovessero assumere gli usi e i costumi degli abitanti della città.
Nel 1923, insieme ad altri dieci, il comune di Affori venne nuovamente aggregato a quello di Milano.
Intanto, alla morte di Giovanni Litta Modignani nel 1905, la villa Litta era passata all'amministrazione provinciale e nel 1927 al Comune di Milano. Nel 1939 nel parco di Villa Litta vennero trasferiti i molti abitanti delle baracche esistenti nelle periferie di Milano, oltre ai feriti nei bombardamenti del 1943. Gli abitanti di Affori chiamavano in senso dispregiativo i rifugiati col termine baioni, cioè abitanti della baia. La successiva realizzazione dei quartieri popolari trasferì gli occupanti della villa alla Comasina e in altre case a Niguarda. Nonostante numerose perdite, deterioramenti di opere d'arte (tra cui i I Sirenei e un'antica cancellata del Settecento, trasferiti poi a villa Clerici a Niguarda) e alienazioni di parte di quello che era stato un parco all'inglese realizzato dal conte Ercole Silva, la villa e il parco caratterizzano ancora il margine occidentale del quartiere.
Le trasformazioni industriali e l'ampliamento territoriale di Affori comportarono maggiori necessità di servizi di trasporto: una prima risposta fu l'avvio della linea ferroviaria Milano-Erba delle Ferrovie Nord Milano nel 1878, con trazione a vapore su un solo binario. Il percorso della linea comportò il taglio dell'antico viale d'accesso alla Villa Litta. Poiché attraversava una zona densamente popolata e a carattere operaio, contò fin dall'inizio un notevole traffico e già nel 1909 le Ferrovie Nord progettarono di raddoppiare a due binari l'intera linea, con un terzo binario nella tratta Bovisa—Affori per servire le numerose industrie della zona, ma la prima guerra mondiale rallentò il progetto. Il secondo binario tra Bovisa e Varedo fu inaugurato il 6 febbraio 1928. Il 1º luglio dello stesso la fermata di Affori divenne una stazione, assieme a quella di Cesano Maderno. 
Nel 1882 era entrata in funzione una linea di tram a cavalli che collegava Porta Volta con Affori fino a La Pianta, seguendo il percorso Farini—Rossi—Astesani. Emilio Osculati, direttore di Omnibus Vettura e responsabile dei trasporti pubblici milanesi per circa un trentennio, fece costruire un ampio stabilimento per il rifornimento di paglia e foraggio per i cavalli, su una superficie di circa 5000 m² nei pressi di viale Affori, nel parco di Villa Osculati. Nel 1898 la trazione a cavalli fu sostituita da vetture elettriche Edison.

##### Curiosità
- Il quartiere è sede del Corpo Musicale Gaetano Donizetti, meglio noto come "La Banda d'Affori", fondato nel 1853 e ricordato per la canzone dialettale milanese "Il tamburo della banda d'Affori" del 1942, con parole di Nino Rastelli e Mario Panzeri e musica di Nino Ravasini, di cui rimase celebre il ritornello:

Molti hanno visto nel ritornello un'allusione al fascismo (cinquecentocinquanta si avvicina al numero di componenti della Camera dei Fasci e delle Corporazioni), per cui il motivetto ebbe larga diffusione in ambienti antifascisti.
- Un effetto dell'integrazione nel tessuto metropolitano è constatabile nelle trasformazioni di Villa Vergani, in via Astesani 16.

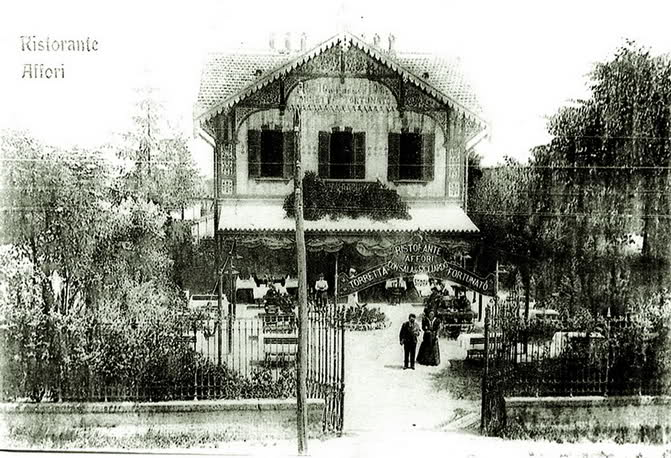
Villa Vergani all'inizio del Novecento era ancora un ristorante.
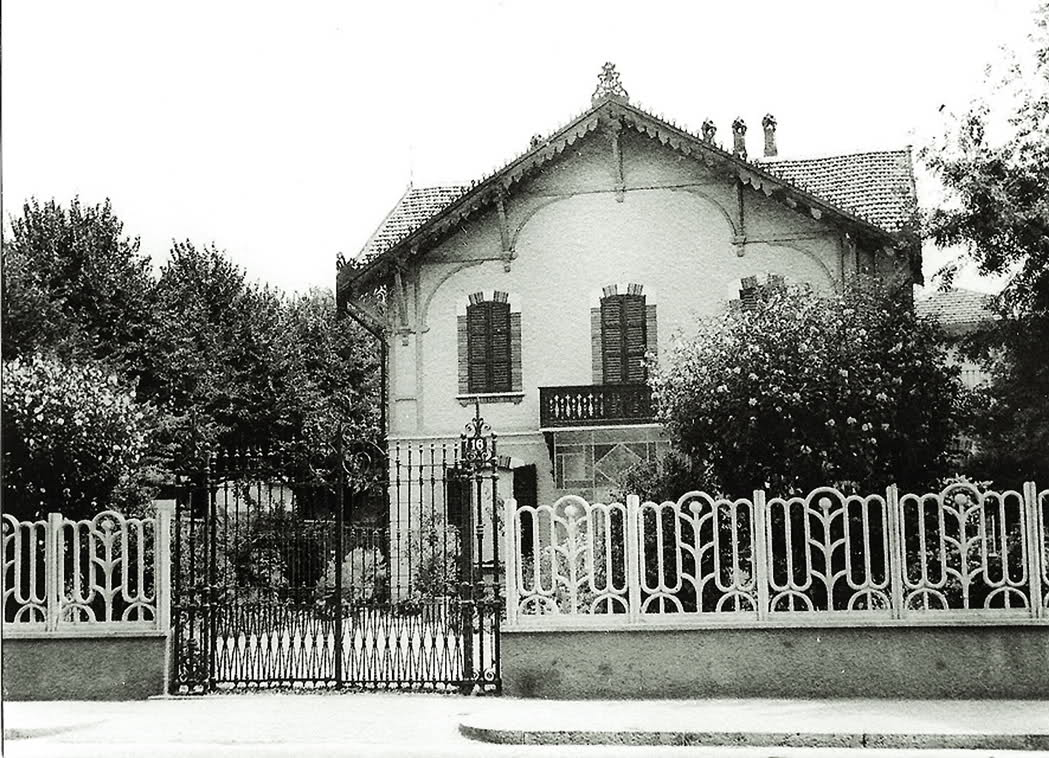
Villa Vergani qualche anno più tardi, non più ristorante.
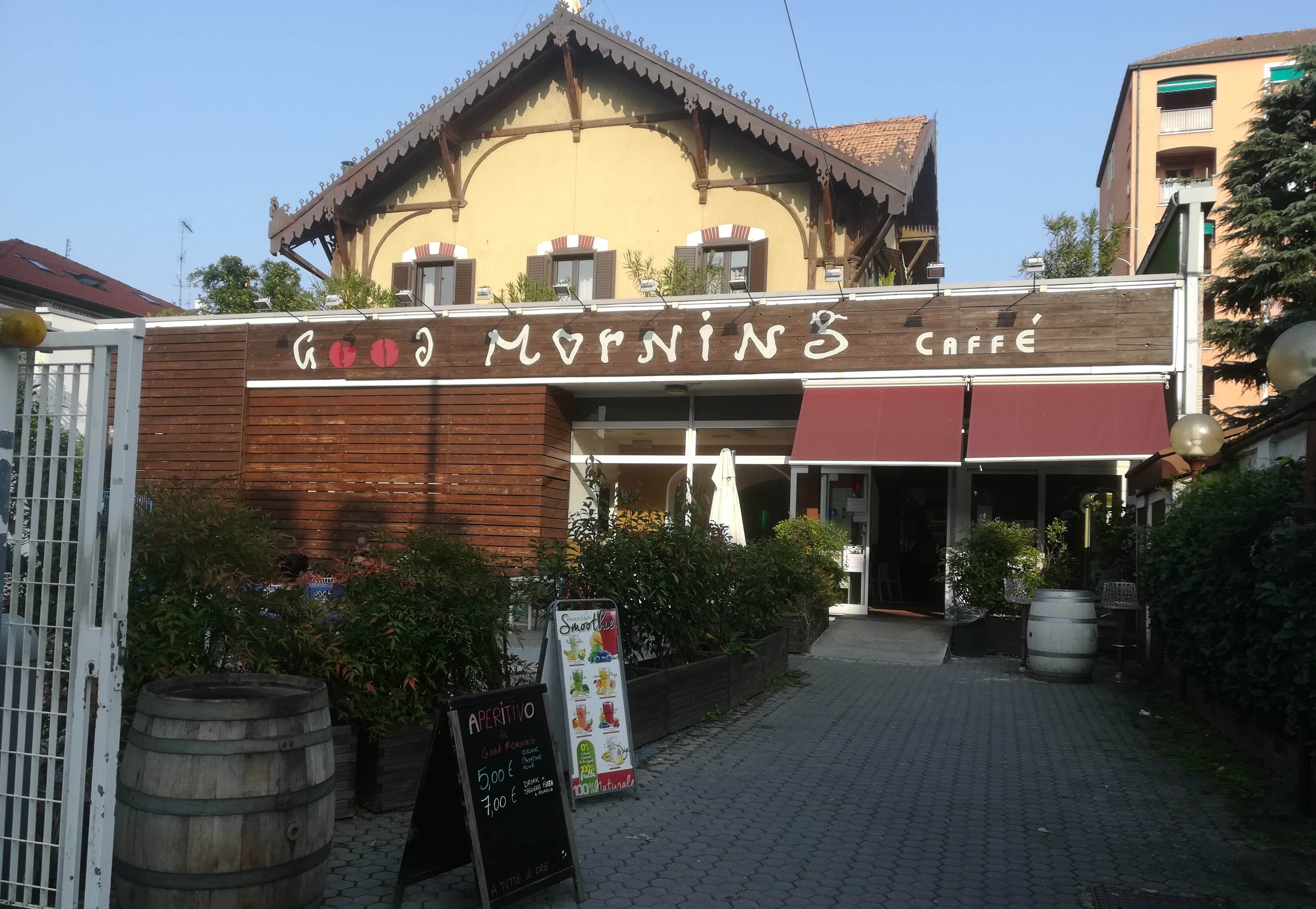
Villa Vergani nel 2013 torna ad essere un'attività commerciale nel settore della ristorazione.

## Monumenti e luoghi d'interesse
I luoghi di maggiore interesse:

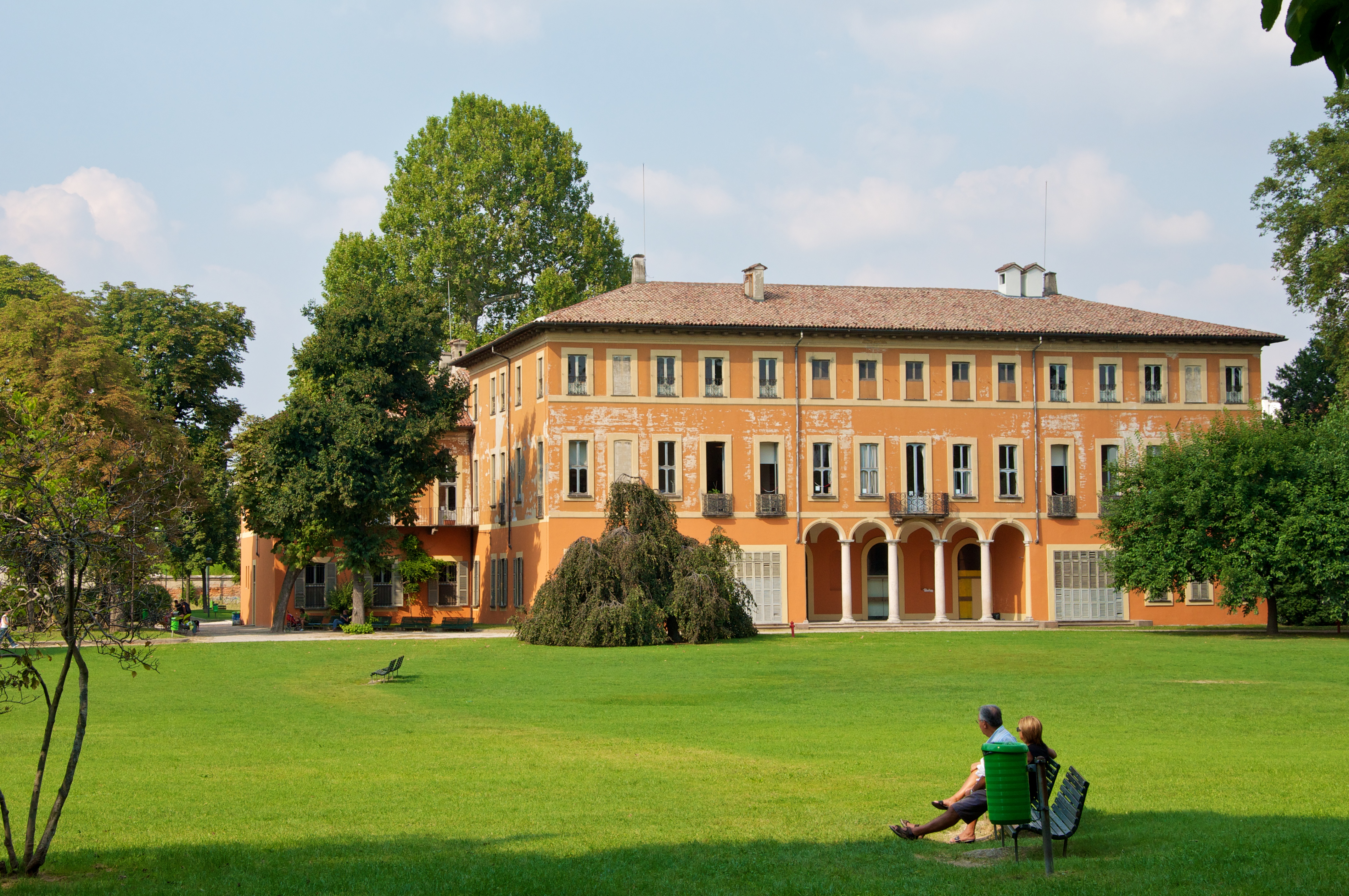
Parco di Villa Litta

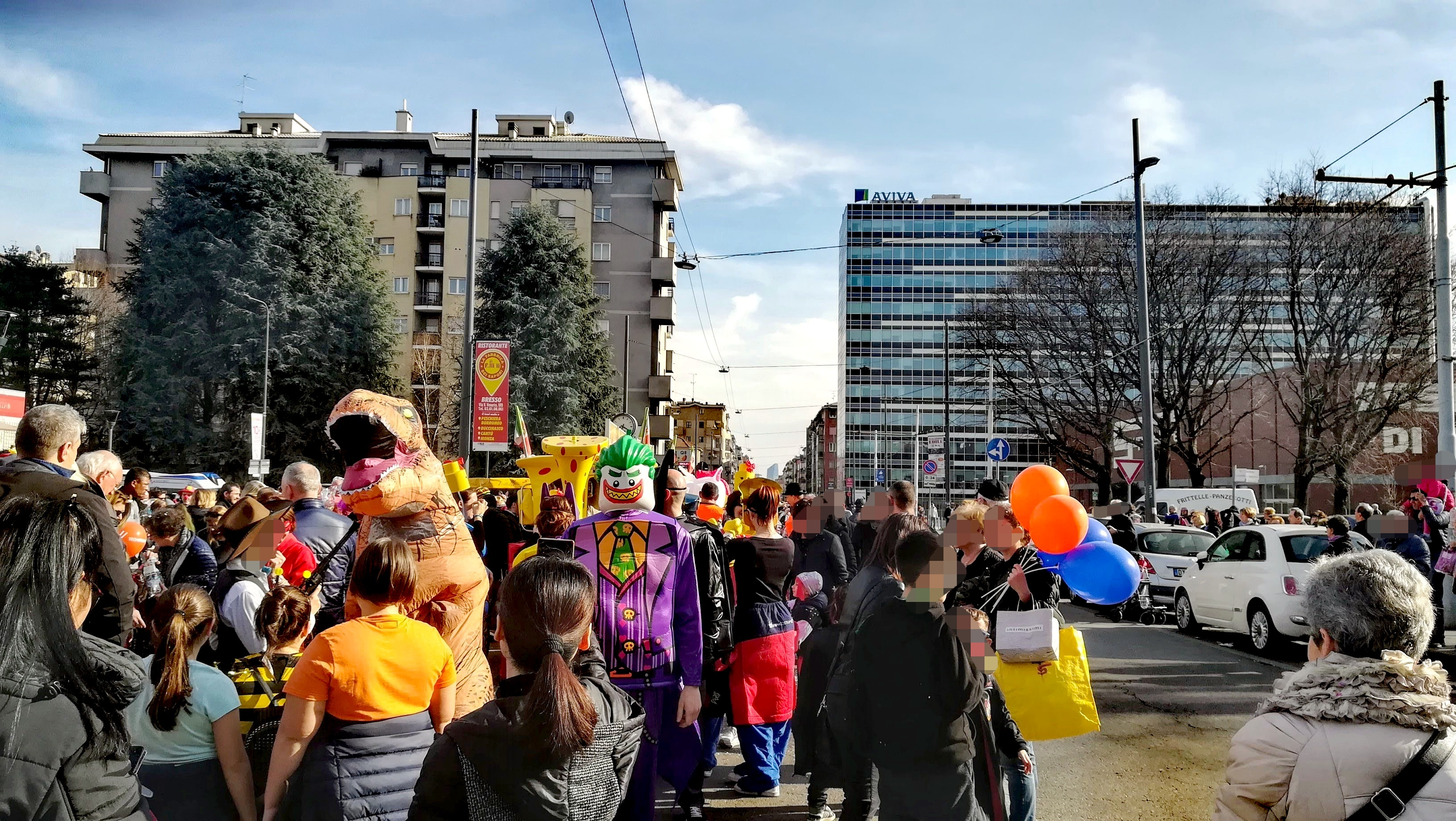
Il caratteristico carnevale del quartiere davanti alla fermata della metropolitana Affori Centro.

- La biblioteca Affori, riaperta al pubblico nel 2006 dopo un lungo restauro, conserva un patrimonio librario di oltre trentamila volumi e ha ampie sezioni dedicate alla letteratura per ragazzi;
- Villa Litta: la villa e il parco sono luoghi caratteristici del quartiere. Si sviluppano su una superficie di oltre 80000 m², di cui quasi 3000 m² all'aperto;[25] la villa ospita la biblioteca Affori, accoglie eventi culturali, ed è sede comunale per celebrazione di matrimoni secondo rito civile. Il parco di Villa Litta, all'inglese, è uno dei più antichi della città. La villa ospitò Manzoni e Hayez.
- Chiesa di Santa Giustina possiede un dipinto molto somigliante alla Vergine delle rocce[26] di Leonardo da Vinci, che molto probabilmente fu dipinto in quegli stessi anni da Ambrogio de Predis sulla base di una prima versione del dipinto. Vi si trova anche l'organo Amati, precedentemente situato nel Duomo di Pavia.
- Chiesa dell'Annunciazione: parrocchia sorta nel 1961 nella parte meridionale del quartiere
- Casa di ringhiera delle "Quattro magnolie" in via Pellegrino Rossi 83, splendido esempio di architettura dei primi del XX secolo impreziosita da quattro magnolie secolari nella corte interna.
- Il Teatro La Cucina, all'interno dell'ex ospedale psichiatrico Paolo Pini.[27]

## Infrastrutture e trasporti

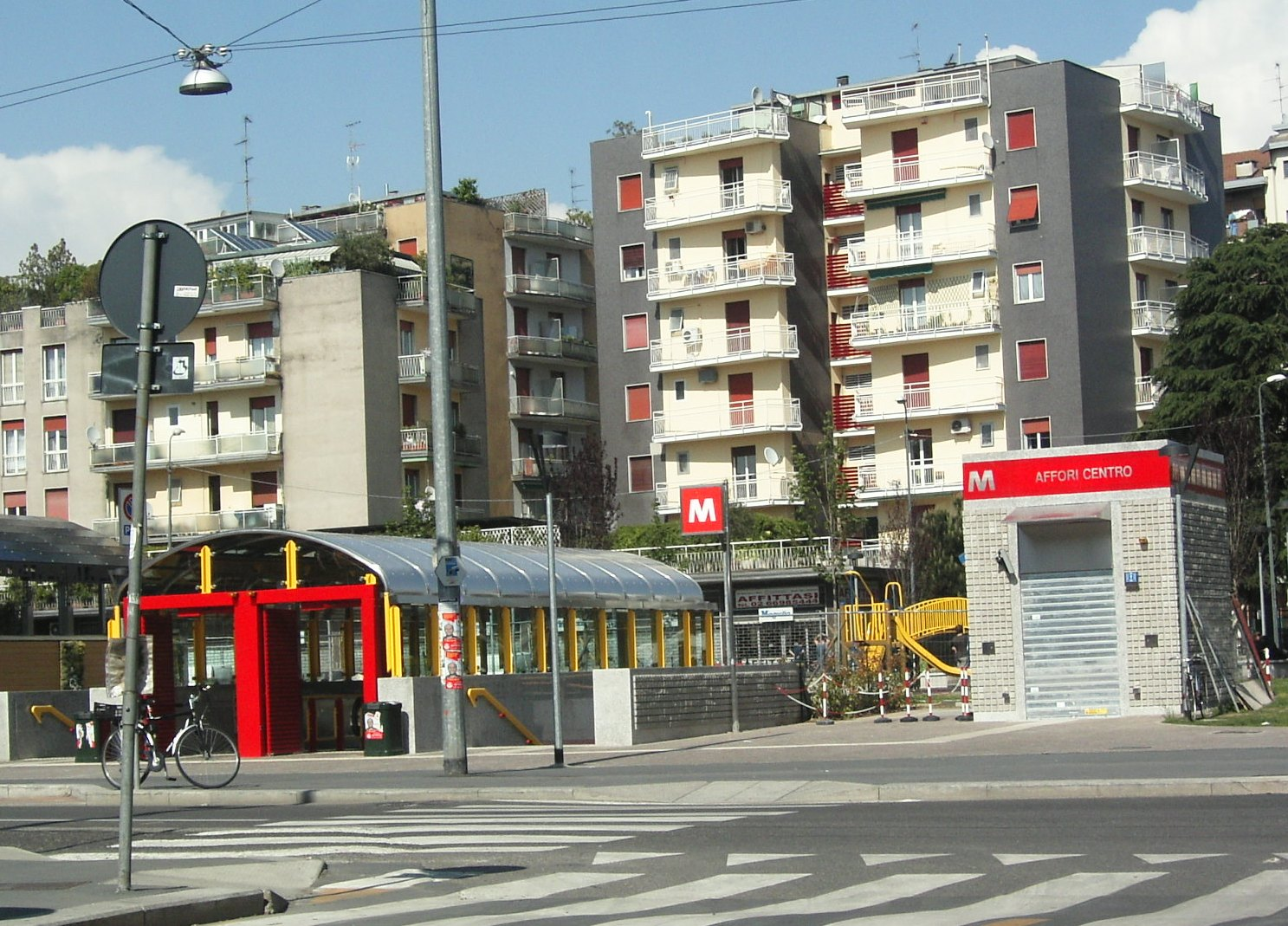
Stazione metropolitana di Affori Centro.

- Linea M3: stazioni di Affori FN e Affori Centro
- Linee S2 e S4 e linee regionali: stazione di Milano Affori

Il quartiere di Affori è delimitato a est dal viale Enrico Fermi che costituisce la parte iniziale della superstrada Milano-Meda e lo separa da Bruzzano e Niguarda. È attraversato dalla strada Comasina (che nel quartiere assume le denominazioni di via Alessandro Astesani e di via Pellegrino Rossi), che collega Milano a Como e alla Svizzera. Al termine di via Pellegrino Rossi, verso il centro città e oltre il ponte della ferrovia, si trova il quartiere di Dergano. A nord, al termine di via Astesani e oltre la linea ferroviaria, è la via Comasina e il suo omonimo quartiere.
Sono presenti due stazioni della linea M3 della metropolitana di Milano: Affori Centro e Affori FN. Quest'ultima, al limite settentrionale del quartiere, è vicina alla stazione ferroviaria di Affori, la quale si trova lungo la linea Milano-Asso, è gestita da Ferrovienord ed è servita da treni suburbani (linee S2 e S4) e regionali, gestiti da Trenord. La ferrovia separa Affori dal quartiere Comasina.
Varie linee di autobus, gestite da ATM, collegano Affori ai quartieri limitrofi e al centro di Milano.